# Copenhagenize Index
De Copenhagenize Index wordt beheerd door de Deense Copenhagenize Design Company en kent cijfers toe aan steden voor hun inspanningen om de fiets als een transportmiddel te ontwikkelen. Op basis van 13 criteria worden steden met meer dan 600.000 inwoners om de twee jaar gerangschikt. De index geeft een overzicht van de wereldwijde ontwikkeling van stadsfietsen.

## Geschiedenis
Op voorstel van de Deense architect Jan Gehl werden vanaf 1962 enkele wegen in Kopenhagen geblokkeerd voor verkeer, waarmee een voortdurende transformatie in een stad voor mensen werd geïnitieerd.
Ondertussen komen architecten en stadsplanners veelvuldig naar Kopenhagen en hebben adviesbureaus, zoals de Copenhagenize Design Company, zich gespecialiseerd in de export van het concept.
Jan Gehl is een groot voorstander van zijn ideeën en stelt dat stadsplanning in de afgelopen vijftig jaar tienduizenden levens zou hebben gekost, omdat het eenzijdig was afgestemd op gemotoriseerd verkeer en de mensen in een staat van permanente immobiliteit bleef. Studies suggereren dat elke kilometer gefietste fiets 23 eurocent zou kosten en dat elke kilometer openbaar vervoer 16 eurocent zou kosten.
Voormalig blogger Mikael Colville-Andersen bedacht de term Copenhagenize in de huidige betekenis. In 2006 startte hij zijn fotoblog, in 2009 richtte hij het bureau Copenhagnize Design op, dat steden en overheden adviseert om de fiets te promoten. Alleen al in Freiburg, door een consistente ecologische mobiliteit, kunnen in een periode van 15 jaar 200 levens worden gered door schone lucht en meer rustiger verkeer.

## Beoordelingsprocedures
Voor elk van de 13 evaluatiecriteria worden 0 tot 4 punten toegekend. Daarnaast kunnen nog eens 12 punten worden toegekend voor speciale resultaten of plannen. In tegenstelling tot de Duitse fietsklimaattest van de ADFC, houdt de Copenhagenize-index ook rekening met stadsplanningsprogramma's. Daarom wordt de index ook meer als een rangorde voor stadsplanners beschouwd en minder als een aanbeveling voor fietsers. Om deze reden is de Copenhagenize Index, waarin Berlijn in 2011 als 5e werd gerangschikt, nauwelijks te vergelijken met de fietsklimaattest, waarin Berlijn in 2014 slechts de 30e plaats behaalde van een totaal van 39 grote Duitse steden.
Aanvankelijk werden in 2011 80 steden beoordeeld, in 2013 waren dat er 150. In 2015 werden 122 steden die meer dan 600.000 inwoners tellen in de index opgenomen

### Beoordelingscriteria
| 1. Belangenvertegenwoordiging                | Hoeveel invloed hebben NGO's op het vervoersbeleid van de stad?                                             |
| 2. Fietscultuur                              | Wordt het stadsbeeld gekenmerkt door fietsen?                                                               |
| 3. Fietsvoorzieningen                        | Zijn er fietsenrekken, parkeervoorzieningen, (trap) opritten, mogelijkheden in het stads- en streekvervoer? |
| 4. Fietsinfrastructuur                       | Zijn er aparte fietspaden en fietssnelwegen vrij van autoverkeer?                                           |
| 5. Fietsverhuur                              | Zijn er huurfietssystemen?                                                                                  |
| 6. Sekseverdeling                            | Rijden ook veel vrouwen met de fiets?                                                                       |
| 7. Aandeel fietsverkeer                      | Wat is het aandeel van de fiets in het totale verkeer?                                                      |
| 8. Ontwikkeling van het aandeel              | Hoe heeft het aandeel van het totale verkeer zich sinds 2006 ontwikkeld?                                    |
| 9. Subjectief veiligheidsgevoel van fietsers | Wordt fietsen als veilig ervaren?                                                                           |
| 10. Politiek                                 | Wat is het politieke klimaat?                                                                               |
| 11. Sociale acceptatie                       | Hoe wordt de fiets geaccepteerd door niet-fietsers?                                                         |
| 12. Stadsplanning                            | Zijn er voldoende fietsexperts binnen de stadsplanning?                                                     |
| 13. Verkeersrust                             | Zijn er dertig kilometer zones aangewezen?                                                                  |

## Ranglijst
De steden in de top 20 in de periode 2011 tot en met 2017:
|                | Land                | 2011 | 2013 | 2015 | 2017 | 2019 |
| -------------- | ------------------- | ---- | ---- | ---- | ---- | ---- |
| Kopenhagen     | Denemarken          | 2    | 2    | 1    | 1    | 1    |
| Amsterdam      | Nederland           | 1    | 1    | 2    | 3    | 2    |
| Utrecht        | Nederland           |      | 3    | 3    | 2    | 3    |
| Antwerpen      | België              |      | 7    | 9    | 7    | 4    |
| Straatsburg    | Frankrijk           |      |      | 4    | 4    | 5    |
| Bordeaux       | Frankrijk           |      | 5    | 8    | 6    | 6    |
| Oslo           | Noorwegen           |      |      |      | 19   | 7    |
| Parijs         | Frankrijk           | 7    | 19   | 17   | 13   | 8    |
| Wenen          | Oostenrijk          | 19   |      | 16   | 12   | 9    |
| Helsinki       | Finland             | 15   |      |      | 18   | 10   |
| Bremen         | Duitsland           |      |      |      |      | 11   |
| Bogota         | Colombia            |      |      |      |      | 12   |
| Barcelona      | Spanje              | 3    | 17   | 11   | 11   | 13   |
| Ljubljana      | Slovenië            |      |      | 13   | 8    | 14   |
| Berlijn        | Duitsland           | 5    | 10   | 12   | 10   | 15   |
| Tokio          | Japan               | 4    | 12   |      | 9    | 16   |
| Taipei         | Taiwan              |      |      |      |      | 17   |
| Montreal       | Canada              | 8    | 14   | 20   | 20   | 18   |
| Hamburg        | Duitsland           | 11   | 20   | 19   | 17   | 20   |
| Malmö          | Zweden              |      | 9    | 6    | 5    |      |
| Sevilla        | Spanje              |      | 4    | 10   | 14   |      |
| München        | Duitsland           | 6    | 13   |      | 15   |      |
| Nantes         | Frankrijk           |      | 6    | 7    | 16   |      |
| Eindhoven      | Nederland           |      | 8    | 5    |      |      |
| Buenos Aires   | Argentinië          |      |      | 14   |      |      |
| Dublin         | Ierland             | 9    | 11   | 15   |      |      |
| Minneapolis    | Verenigde Staten    |      |      | 18   |      |      |
| Nagoya         | Japan               |      | 15   |      |      |      |
| Rio de Janeiro | Brazilië            | 18   | 16   |      |      |      |
| Boedapest      | Hongarije           | 10   | 18   |      |      |      |
| Guadalajara    | Mexico              | 12   |      |      |      |      |
| Portland       | Verenigde Staten    | 13   |      |      |      |      |
| Stockholm      | Zweden              | 14   |      |      |      |      |
| Londen         | Verenigd Koninkrijk | 16   |      |      |      |      |
| San Francisco  | Verenigde Staten    | 17   |      |      |      |      |
| New York       | Verenigde Staten    | 20   |      |      |      |      |

## Voorbeelden
De Copenhagenize Index wil voorbeelden gebruiken om andere steden aan te moedigen hun model over te nemen:
- In Kopenhagen zijn drie fietsbruggen over de haven gebouwd: de architectonisch bezienswaardige fietsbruggen Trangravsbroen, Proviantbroen en Cykelslangen (Nederlands: "fietsslang"). Er worden nog eens vier binnenstedelijke fietsbruggen gepland.
- In Kopenhagen is er een groene golf op verschillende routes. De vereiste snelheid van 20 km per uur wordt aangegeven door LED-lampjes die in de weg zijn ingebed, zodat de fietsers hun tempo overeenkomstig kunnen aanpassen. De aanpassing van de groene golf aan het snelheidsniveau van de fiets was niet negatief voor het autoverkeer.
- Kopenhagen is afhankelijk van autovrije fietspaden en fietssnelwegen die de buitenwijken verbinden met de oude binnenstad. Nog eens negen "Supercykelstieren" zullen volgen in de komende jaren.
- In Kopenhagen voelt 75% van de fietsers zich veilig of erg veilig. Dit wordt bewezen door ongevalscijfers, volgens welke een fietser 100 keer rond de aarde zou moeten rijden (gelijk aan 4,1 miljoen kilometer) voordat hij een ernstig ongeval zou krijgen op een statistisch gemiddelde.
- In Kopenhagen wordt de fiets gebruikt als een alledaags voorwerp en nauwelijks een "hipster-voertuig"
- Het doel van Kopenhagen is dat tegen 2025 de helft van alle stedelijke verplaatsingen naar werk, school en andere met de fiets worden afgelegd.
- In Berlijn wordt het grote aantal bakfietsen geprezen.
- Parijs wil de fietshoofdstad van de wereld zijn in 2020 en wil zijn fietsnetwerk verdubbelen tot 1400 kilometer. Het verhuursysteem "Velib" met 1700 stations wordt uitgebreid met een e-bike-vloot.
- In Bogota zijn elke zondag 121 kilometer weg afgesloten voor de fietsers.
- In Malmö is een prioriteitssysteem voor fietsverkeer opgezet op 28 kruispunten.
- In Tokio werkt de samenwerking door de tolerante en gedisciplineerde mentaliteit van de lokale bevolking heel goed en zonder stress, waardoor men zich veilig voelt.
- München heeft aan marketing gedaan en zichzelf gepresenteerd als de hoofdstad van de fiets. Daarnaast is het netwerk van fietspaden uitgebreid tot meer dan 1200 kilometer.
- In Utrecht is in 2018 de grootste fietsparkeergarage met 12.500 parkeerplaatsen geopend.
- In Londen zijn fietssnelwegen door de stad gepland.
- Nantes heeft binnen vijf jaar 400 kilometer fietspaden aangelegd.
- In Bordeaux werd naast een veelgebruikt fietsdeelsysteem ook het tramnetwerk uitgebreid, wat belangrijk was voor de juryleden, omdat een tramstad zich vaak ook zou ontwikkelen tot een fietsvriendelijke stad.

## Aanbevelingen
Voor elke stad worden aanbevelingen gedaan, hoe de verdere ontwikkeling eruit zou kunnen zien:
- Berlijn en Hamburg worden over het algemeen gekenmerkt als verkeersconservatief en adviesresistent, dat verbeterd mag worden.
- Er wordt geargumenteerd dat Berlijn zijn fietsinfrastructuur zou kunnen moderniseren voor een fractie van zijn investeringen in wegen en luchthavens. Vooral zou er een gebrek aan parkeerplaatsen voor fietsen zijn.
- München zou nu klaar zijn voor de volgende stap, meer gebruik van de fiets aanmoedigen en fietsers meer ruimte op de weg geven.
- In Amsterdam konden de fietsstroken visueel uniformer worden gemaakt.
- Hamburg zou de infrastructuur kunnen uitbreiden.